# Monique : toujours contente
Pour les articles homonymes, voir Monique (homonymie).
Pour plus de détails, voir Fiche technique et Distribution.
Monique : toujours contente est un film français réalisé par Valérie Guignabodet, sorti en 2002.

## Synopsis
Alex est en pleine crise de la quarantaine. À la suite d'une erreur, il s'achète sur Internet Monique, une poupée moulée en silicone dernier cri. Ses avantages par rapport à une femme réelle : elle est toujours disponible, toujours heureuse, compréhensive, ne fait pas de crises, ne pleure pas. Il est séduit, son entourage ne suit pas…

## Fiche technique
Sauf indication contraire, les informations mentionnées dans cette section peuvent être confirmées par la base de données cinématographiques Unifrance,  présente dans la section « Liens externes ».
- Titre original : Monique[Note 1]
- Réalisation et scénario : Valérie Guignabodet
- Musique : Éric Neveux
- Décors : Mathieu Menut[1] :
- Costumes : Fabienne Katany
- Photographie : Jean-Claude Larrieu
- Son : Jean Minondo, Thierry Delor
- Montage : Monica Coleman
- Production[2] : Philippe Godeau
  - Production déléguée : Baudoin Capet
- Sociétés de production[3] : Pan-Européenne, M6 Films, PGP Productions et Natexis Banques Populaires Images 2
- Sociétés de distribution[1] : Wild Bunch Distribution (France) ; Les Films de l'Elysée (Belgique) ; JMH Distributions SA (Suisse romande)
- Budget : 5,17 millions d’ €[4]
- Pays de production :  France
- Langue originale : français
- Format[5] : couleur
- Genre : comédie dramatique, romance
- Durée : 92 minutes
- Dates de sortie[6] :
  - France, Suisse romande : 21 août 2002[7]
  - Belgique : 4 septembre 2002[8]
- Classification :
  - France : tous publics[9]
  - Belgique : tous publics (Alle Leeftijden)[8]

## Distribution
- Albert Dupontel : Alex
- Marianne Denicourt : Claire
- Philippe Uchan : Marc
- Marina Tomé : Sophie
- Sophie Mounicot : Gabrielle
- Margot Abascal : Severine
- Gilles Gaston-Dreyfus : Jeff
- Dominic Gould : Paul
- Jean-Pierre Bernard : le vieux photographe
- Augustin Legrand : l'infirmier
- Robert Rollis : René, le vieil homme de l'hospice
- Francia Séguy : la vieille dame à l'hospice
- Pierre Gérald : Un vieil homme à l'hospice
- Jean-Louis Annaloro : Motard
- Johny Bert : Retraité
- Claude Berthy : Vieux voisin
- Thierry Blandin : Directeur hospice
- Bruno Bollini : Footballeur
- Axelle Charvoz : Assistante
- Jacky Dumareix : Footballeur
- Claude-Alexandre Eclar : Livreur
- Cyrille Eldin : Livreur
- Christina Gomz : Jeune allemande
- Isabelle Tanakil : Cliente agence pub
- Régis Iacono : Gardien Stade
- Grégoire Kupellan : Footballeur
- Dominique Légitimus : Infirmier
- Jean-Claude Magistri : Footballeur
- Roland Menou : Le créatif
- Antonin Minéo : Retraité
- Marie Piot : Barbara
- Tugdual Rio : Prêtre
- Daniel Rodighiero : Footballeur
- Christel Willemez : Vendeuse lingerie
- Dominique Roncero : Infirmier
- Jordan Santoul : Thomas

## Production

### Tournage
* Lieux de tournage : Luzarches (Golf de Mont-Griffon), 3e arrondissement de Paris 4e arrondissement de Paris, Parc des Princes, Montreuil, Nesles-la-Vallée, Soisy-sur-Seine, Aubervilliers et Saint-Maur-des-Fossés.[réf. souhaitée]

## Accueil

### Box-office
* Box-office France : 439 782 entrées[réf. souhaitée]

## Anecdotes
- Antépénultième rôle de Robert Rollis au cinéma, qui mourra en 2007.
- La poupée utilisée durant le tournage pesait 55 kg (métal et silicone).